# Rabyně

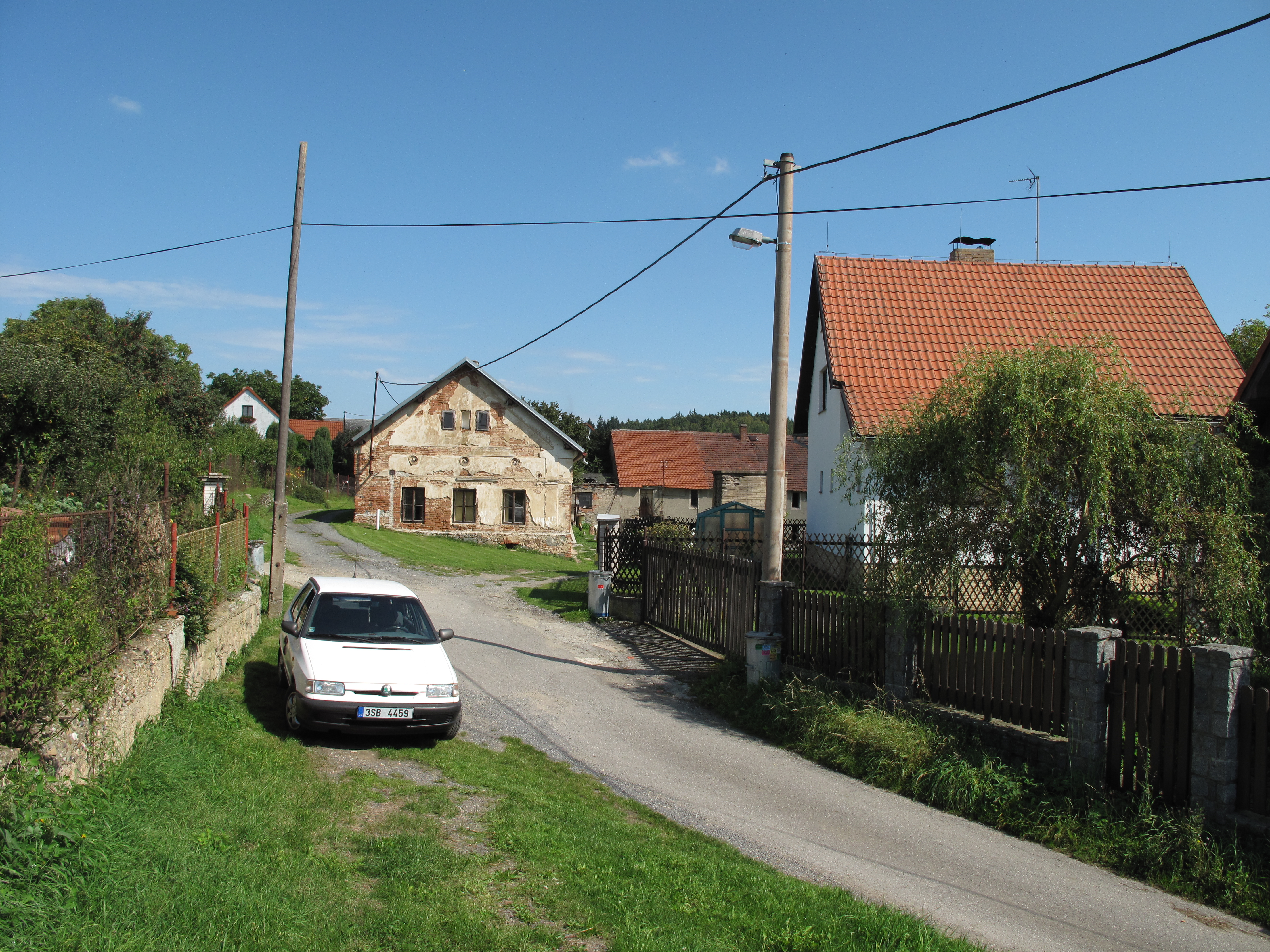
Rabyně

Rabyně (deutsch Rabin) ist eine Gemeinde in Tschechien. Sie liegt 19 Kilometer westlich von Benešov und gehört zum Okres Benešov.

## Geographie
Rabyně befindet sich rechtsseitig über dem Moldaustausee Slapy im Norden der Středočeská pahorkatina. Nördlich erhebt sich der Hügel Na Hádkách (393 m), im Nordosten der Střeblov (418 m) und im Süden die Homolka (452 m).
Nachbarorte sind Nové Třebenice im Norden, Teletín im Nordosten, Pexův Luh und Vysoký Újezd im Osten, Nedvězí und Loutí im Südosten, Podhory, Stromeč und Měřín im Süden, Přestavlky und Slapy im Westen sowie Štěchovice im Nordwesten.

## Geschichte
Die erste urkundliche Erwähnung des Ortes stammt aus dem Jahre 1227.
Entlang der Moldau entstanden im 16. Jahrhundert Flößersiedlungen.
Nach der Aufhebung der Patrimonialherrschaften bildete Rabín mit den Ortsteilen Loutí und Nedvězí ab 1848 eine Gemeinde im Bezirk Benešov.
1921 wurde der Name der Gemeinde in Rabyně geändert. Während des Zweiten Weltkrieges erfolgte 1942 die Zwangsräumung der Gemeinde zur Errichtung des SS-Truppenübungsplatzes Beneschau. Im Mai 1945 wurde Rabyně wieder besiedelt. Zwischen 1949 und 1955 entstand die Brauchwassertalsperre Slapy mit einer Wasserfläche von 1162,6 ha. Durch die Flutung des Moldautales erlosch die Ansiedlung Královská und das Hotel Záhoří. Am 1. Jänner 1961 erfolgte die Eingemeindung von Blaženice mit Měřín.
Am 1. Juli 1974 wurde die Gemeinde in den Okres Praha-západ umgegliedert, seit dem Beginn des Jahres 1996 gehört sie wieder zum Okres Benešov. Rabyně ist heute vor allem ein Erholungsort mit Ferienhäusern.

## Gemeindegliederung
Die Gemeinde Rabyně besteht aus den Ortsteilen Blaženice (Blaschenitz), Loutí (Louti), Měřín (Mierschin), Nedvězí (Nedwies) und Rabyně (Rabin) sowie den Ansiedlungen Nová Rabyně (Neurabin), Podhory und Stromeč.

## Sehenswürdigkeiten
Nördlich von Rabyně liegt der Damm der Talsperre Slapy. Er hat eine Länge von 260 m und ist 60 m hoch. Über drei Kaplanturbinen wird ein Wasserkraftwerk betrieben. An dieser Stelle befanden sich vor dem Stau die von den Flößern gefürchteten St. Johann-Stromschnellen.